# Lauren MacMullanová
Lauren MacMullanová (* 30. dubna 1964 Londýn) je americká režisérka animovaných filmů. Vyrůstala na předměstích Havertown, Lansdowne a Swarthmore ve Filadelfii a v roce 1982 absolvovala střední školu Swarthmore High School. Navštěvovala Harvardovu univerzitu a byla součástí časopisu Harvard Lampoon. Její první prací v hlavním vysílacím čase byl seriál Kritik, kde režírovala epizodu s hostujícími hvězdami Genem Siskelem a Rogerem Ebertem, následovala režie seriálu Tatík Hill a spol. Posléze se stala vedoucí režisérkou a designérkou seriálu Mission Hill. Poté, co byl seriál rychle zrušen, dostala práci režisérky seriálu Simpsonovi, na této pozici zůstala několik řad. Režírovala také některé díly seriálu Avatar: Legenda o Aangovi a za storyboard k tomuto seriálu získala cenu Annie.
MacMullanová byla režisérkou sekvencí Simpsonových ve filmu a v roce 2009 byla členkou týmu Pixaru, který pracoval na animovaném filmu Newt před jeho zrušením. MacMullanová pracuje ve studiu Walt Disney Animation Studios, kde vytvářela storyboardy k filmům Raubíř Ralf a Zootropolis: Město zvířat a také režírovala krátký animovaný film Get a Horse! z roku 2013, jenž byl nominován na Oscara a ve kterém účinkoval Mickey Mouse. Díky filmu Get a Horse! se stala první ženou, která výhradně režírovala animovaný film společnosti Disney (krátkometrážní i celovečerní).

## Filmografie

### DílyKritika
1. řada
- A Little Deb Will Do You
- A Day at the Races and a Night at the Opera

2. řada
- Siskel & Ebert & Jay & Alice
- I Can't Believe It's a Clip Show

### DílyTatíka Hilla a spol.
2. řada
- Three Days of the Kahndo

3. řada
- Death of a Propane Salesman

### DílySimpsonových
12. řada
- Konec šikany ve Springfieldu

13. řada
- Napůl slušný návrh
- Malá vysokoškolačka

14. řada
- Vočko pečuje o malou

15. řada
- Já, robot
- Basa tvrdí charakter

16. řada
- Noci s nepřítelem

### DílyAvataru: Legendy o Aangovi
1. řada
- Jižní vzdušný chrám
- Svět duchů: Zimní slunovrat, 1. část
- Bouře
- Dezertér
- Sever v obležení: část 1

2. řada
- The Cave of Two Lovers
- Avatar Day
- Zuko Alone
- The Desert
- City of Walls and Secrets
- Lake Laogai

### Krátké filmy
- Get a Horse!